# Ipomoea oenotherae
Ipomoea oenotherae är en vindeväxtart som först beskrevs av Wilhelm Vatke, och fick sitt nu gällande namn av Johannes Gottfried Hallier. Ipomoea oenotherae ingår i släktet praktvindor, och familjen vindeväxter. Utöver nominatformen finns också underarten I. o. angustifolia.